# Statuetta equestre di Carlo Magno
La cosiddetta statuetta equestre di Carlo Magno è una statua equestre in bronzo in miniatura, conservata nel Museo del Louvre di Parigi (numero di inventario OA 8260). La statuetta è stata realizzata probabilmente a Metz nell'870 e raffigura per tradizione Carlo Magno, ma è possibile che il soggetto sia suo nipote Carlo il Calvo.

## Storia

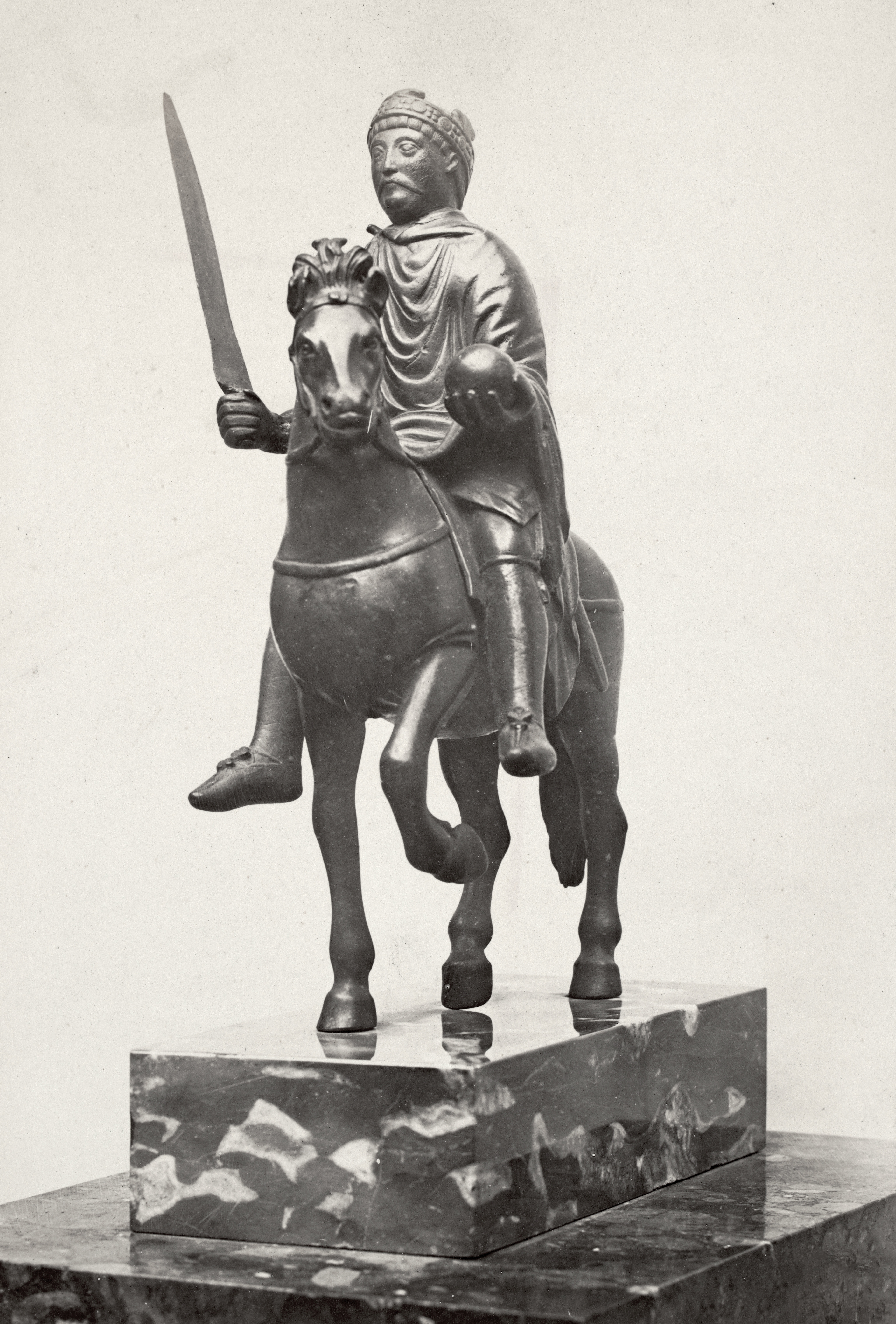
Fotografia di Charles Marville (1877 circa)

La statuetta è segnalata dal XVI secolo negli inventari del tesoro della cattedrale di Metz. Fu trovata lì nel 1807 da Alexandre Lenoir, il fondatore del Museo dei Monumenti francesi, e finì nella sua collezione privata. Da qui fu venduta a Madame Evans-Lombe, che la mostro all'Esposizione Universale di Parigi nel 1855 e poi la vendette alla città di Parigi. Dopo essere stata danneggiata da un incendio, la statuetta fu portata al Musée Carnavalet, da dove fu traslata al museo del Louvre nel 1934.

## Descrizione
La statuetta, anticamente dorata, è in bronzo e alta 24 cm. Raffigura tozzamente un uomo baffuto vestito da sovrano, a cavallo, incoronato con una corona bizantina imperiale, e con in mano il globo terrestre come simbolo del dominio, che indossa fasce alle gambe e calzari ai piedi, privi di staffe. Il mantello del cavaliere è chiuso con una fibula. Nella mano destra teneva uno scettro o una spada, che è andata perduta e fu in seguito reintegrata (come da fotografie ottocentesche) e poi rimossa. Il cavallo è di fattura più raffinata del cavaliere e appare decisamente sproporzionato, probabilmente si tratta di un'opera romana tardo antica. L'assemblaggio di oggetti romani antichi in contesti nuovi era frequente nel Medioevo. 
Il soggetto del sovrano a cavallo raccorda l'iconografia degli imperatori romani e del re franco senza residenza permanente, come presenza costante in tutto il territorio del suo impero nel suo viaggio da palazzo reale a palazzo reale.

## Identificazione del personaggio
Come indicato dagli studi stilistici, la figura è stata probabilmente eseguita intorno all'870. Il cavallo e il globo come attributo del sovrano risalgono ad antichi modelli romani, che possono essere provati solo dai tempi di Carlo il Calvo. È possibile che la figura sia stata commissionata da lui in occasione della sua incoronazione a Re di Lotaringia a Metz. Fino alla rivoluzione francese, tuttavia, la statuetta era venerata nella cattedrale di Metz come emblema di Carlo Magno. È anche possibile che, nella statuetta, Carlo il Calvo sia stato ritratto come il nuovo Carlo Magno.